# Casper Feddema
Casper Feddema (Groningen, 25 mei 1995) is een Nederlandse zanger en presentator.
In 2010 deed Feddema mee met Popstars: The Rivals. Een jaar later bracht Feddema, samen met zangeres Cristal Cleer, zijn eerste single Dream About U uit.
Nadat Feddema de Nederlandse Muser Battle won werd hij in oktober 2017 verkozen tot de beste beste Musical.Ly-zanger van Europa. Sinds mei 2018 presenteert hij voor Digster Nederland. In november presenteerde hij voor TikTok de rode lopershow voorafgaande de MTV Europe Music Awards. In maart 2021 bracht hij zijn single This Feeling uit. In mei 2023 had Casper  475.000 volgers op Tiktok, ruim 20.000 minder dan in 2022.